# Azuero
Península de Azuero – półwysep w południowej Panamie, który od zachodu i południa oblewają wody Oceanu Spokojnego, a od wschodu Zatoki Panamskiej.
Obszar półwyspu został silnie przekształcony przez rolnictwo, głównie uprawy plantacyjne bananów i trzciny cukrowej oraz hodowlę bydła. Niewielkie zachowane obszary naturalnej roślinności chronione są w dwóch parkach narodowych: Cerro Hoya i Sarigua. Obszar półwyspu jest górzysty, najwyższy szczyt Cerro Hoya osiąga 1559 m n.p.m.
Pod względem administracyjnym półwysep podzielony jest między prowincje: Los Santos (część południowo-wschodnia), Herrera (część północna) i Veraguas (część zachodnia). Ważniejsze miasta na półwyspie Azuero to: Chitré (39,9 tys.) i Las Tablas (8,7 tys.).